# Bernardino Batista
Bernardino Batista é um município brasileiro localizado na Região Geográfica Imediata de Sousa, estado da Paraíba. Sua população em 2012 foi estimada pelo IBGE (Instituto Brasileiro de Geografia e Estatística) em 3.153 habitantes, distribuídos em 51 km² de área.
Em 2010 foi noticiada no telejornal brasileiro, Bom Dia Brasil, como a cidade recordista de moradores ligados por laços de sangue. "De cada dez casais da cidade, quatro são de primos", afirmou o telejornal.

## História
Em 1815, o padre José Gonçalves Dantas estabeleceu-se em uma grande extensão de terras na região, juntamente com alguns seminaristas e escravos. Por este motivo, o local ficou conhecido como Serra do Padre. As terras eram utilizadas para a agricultura e foram passadas a outros através de posse, arrendamento ou compra. Simultaneamente outras famílias pioneiras estabeleceram-se no local.
Em 1888, Manoel Egídio dos Santos comprou as terras que pertenciam ao padre e dedicou-se ao comércio de algodão e cana-de-açúcar. Bernardino José Batista chegou à região em 1928. Casou-se com a filha do Coronel Egídio. Foi o primeiro vereador local eleito pelo município de São João do Rio do Peixe. Seu filho José Bernardino Batista lutou pela independência política do município.
O distrito de Bernardino Batista foi criado pela lei estadual nº 4367, de 18 de dezembro de 1981, subordinado ao município de Triunfo (Paraíba). Em plebiscito de 3 de outubro de 1993, a população escolheu pela emancipação do município. A emancipação política veio pela lei estadual nº 5929, de 29 de abril de 1994, desmembrado de Triunfo, durante o governo de Cícero Lucena.

## Geografia
O município está incluído na área geográfica de abrangência do semiárido brasileiro, definida pelo Ministério da Integração Nacional em 2005. Esta delimitação tem como critérios o índice pluviométrico, o índice de aridez e o risco de seca.
Possui clima do tipo Aw', com média pluviométrica anual atingindo os 919 mm/ano. De acordo com dados da Aesa, no período de 2004 até atualmente, o maior volume de chuva em 24h foi de 136 mm em 18 de dezembro de 2010. Outros grandes volumes foram de 130 mm em 15 de abril de 2009 e de 102 mm em 14 de dezembro de 2010. O maior volume mensal ocorreu em abril de 2009, 605,3 mm.
O município situa-se na unidade geoambiental da Depressão Sertaneja com superfícies erosivas. A vegetação predominante é a caatinga xerofítica, com a presença de cactáceas, arbustos e árvores de pequeno e médio porte.
Bernardino Batista está inserido nos domínios da bacia hidrográfica do Rio Piranhas, sub-bacia do Rio do Peixe. Os principais tributários são o Rio do Peixe e o riacho Miranda, todos de regime intermitente.
Fica localizada no extremo oeste da Paraíba, a 22 km da cidade de Uiraúna, 20 km da cidade de Triunfo, 12 km da cidade de Poço Dantas, 18 km da cidade de Poço José de Moura e 10 km da cidade de Joca Claudino, todas essas no estado da Paraíba, no estado do Ceará, fica 68 km da cidade de Icó, da capital paraibana, fica a 553 km.